# نهائي كأس ملك إسبانيا 2009
نهائي كأس ملك إسبانيا 2009 هو النهائي السابع بعد المئة في إطار بطولة كأس إسبانيا التي بدأت سنة 1902 ، جمعت المباراة النهائية ناديّ برشلونة وأتلتيك بيلباو بتاريخ 13 مايو 2009 على ملعب ميستايا في مدينة فالنسيا وتمكن نادي برشلونة من تحقيق البطولة الخامسة والعشرين له في إطار البطولة بعد الفوز بنتيجة 4-1 .

## التفاصيل
| برشلونة                                                                                              | 4–1 | أتلتيك بيلباو                               |
| --- | --- | ------------------------------------------- |
| يحيى توريه 32' · ليونيل ميسي 55' · بويان كركيتش 57' · تشافي هيرنانديز 64' · المدرب · جوسيب غوارديولا |     | غايزكا توكويرو 8' · المدرب · خواكين كاباروس |